# Empire informel
L'empire informel est un concept d'histoire servant à désigner l'influence d'un État sur un autre.
Cette influence n'est pas formelle comme lors de l’établissement d'une colonie classique. L'empire informel est donc un empire « qui ne dit pas son nom ».
Dans un article de 2010, Gregory Barton et Brett Bennett ont défini l'empire informel comme :
« A willing and successful attempt by commercial and political elites to control a foreign region, resource, or people. The means of control included the enforcement of extraterritorial privileges and the threat of economic and political sanctions, often coupled with the attempt to keep other would-be imperial powers at bay. For the term "informal empire" to be applicable, we argue, historians have to show that one nation's elite or government exerted extraterritorial legal control, de facto economic domination, and was able to strongly influence policies in a foreign country critical to the more powerful country's interests. »
— Barton, G.A. et B.M. Bennett. (2010) Forestry as Foreign Policy: Anglo-Siamese Relations and the Origins of Britain's Informal Empire in the Teak Forests of Northern Siam, 1883–1925

« Une tentative volontaire et réussie des élites commerciales et politiques pour contrôler une région, une ressource ou un peuple étranger. Les moyens de contrôle comprenaient l'application de privilèges extraterritoriaux et la menace de sanctions économiques et politiques, souvent associées à la tentative de tenir à distance d'autres puissances impériales potentielles. Pour que le terme « empire informel » soit applicable, selon nous, les historiens doivent montrer que l'élite ou le gouvernement d'une nation a exercé un contrôle juridique extraterritorial, une domination économique de facto, et a été en mesure d'influencer fortement les politiques d'un pays étranger critique pour les intérêts du pays le plus puissant. »

## Histoire
Le concept d'empire informel est développé par les historiens Jack Gallagher (en) et Ronald Robinson dans un article académique paru dans The Economic History Review en 1953.
Cet article influence le débat sur les théories de l'impérialisme au XIXe siècle. L'étude de cet impérialisme a, après le livre de John A. Hobson Imperialism: A Study, mis l'accent sur la motivation économique de l’établissement d'un empire colonial. Au lieu de cela, Gallagher et Robinson affirment que le nouvel impérialisme — « the new spate of imperial expansion that gathered momentum from the 1880s » (« la nouvelle vague d'expansion impériale qui prenait de l'ampleur à partir des années 1880 ») — pourrait être caractérisé comme la continuation d'une politique à long terme dans laquelle l'empire informel reposait sur les principes de liberté. Aussi le commerce est favorisé à la place du contrôle impérial formel à moins que les circonstances rendent une telle règle impossible.
Les arguments proposés dans l'article ont été développés plus tard dans un livre complet, Africa and the Victorians (en) (1961), en collaboration avec Alice Denny. Le livre propose une explication subtilement différente de l'expansion européenne en Afrique, construite autour de la géopolitique et d'une stratégie de protection de l'Inde britannique contre l’empiétement des puissances européennes. Le modèle stratégique et sa pertinence pour l'Afrique de l'Est ont été critiqués pour sa base documentaire limitée et ses incohérences séquentielles par John Darwin en 1997, réfutation qui a été davantage consolidée et contextualisée par Jonas Gjersø en 2015.
Synthétisant le débat de la fin du XXe siècle, l'historien Martin Lynn soutient que Gallagher et Robinson ont exagéré l'impact de leur théorie. Lynn explique que la Grande-Bretagne a atteint son objectif d'accroître ses intérêts économiques dans de nombreux domaines, mais l'objectif plus large de « régénérer » les sociétés et de créer ainsi des régions liées comme « tributaires » des intérêts économiques britanniques n'a pas été atteint.
Les raisons en sont multiples.

« L'objectif de remodeler le monde à travers le libre-échange et son extension à l'étranger doit davantage à l'optimisme déplacé des décideurs politiques britanniques et à leurs visions partielles du monde qu'à une compréhension des réalités du monde du milieu du xixe siècle. les volumes de commerce et d'investissement que les Britanniques ont pu générer sont restés limités. Les économies locales et les régimes locaux se sont révélés aptes à restreindre la portée du commerce et de l'investissement britanniques. Les entraves locales aux intrusions étrangères, le faible pouvoir d'achat des habitants, la résilience de la fabrication locale et les capacités des entrepreneurs locaux signifiaient que ces zones résistaient efficacement à la pénétration économique. »

## Quelques aspects de la théorie
L'article de Gallagher et Robinson se penche en particulier sur la période 1850-1860 de l'Empire britannique. Or à l'époque de la publication, il existait un large consensus dans la communauté des historiens pour dater aux années 1870-1880 le début de l'ère impérialiste.
Gallagher et Robinson montrent que la limite précédemment tracée entre cette ère impérialiste et l'ère de libre échange du free trade qui l'a précédée est beaucoup plus floue. En effet, l'impérialisme britannique s'est nourri des avantages et de l'influence économique gagnés durant la période du free trade. Cette influence est augmentée grâce aux traités de « libre échange et d’amitié » signés en Amérique du Sud notamment.
Cette influence économique renforcée a pu tendre vers la prise de contrôle formelle et totale du territoire soumis. Dans certaines régions du monde l'empire informel s'est donc transformé en empire formel.

## Exemples historiques

### Origines
La cité-État d'Athènes a exercé un contrôle sur la ligue de Délos par le biais d'un empire informel au Ve siècle av. J.-C.. Selon l'historien Jeremy Black, le rôle des sociétés à charte telles que la Compagnie de Moscovie, la Levant Company, la East India Company et la Compagnie de la Baie d'Hudson, qui opéraient au-delà des canaux officiels de l'État, était un précurseur du concept d'empire informel.

### Royaume-Uni
Le terme est le plus souvent associé à l'Empire britannique, où il est utilisé pour décrire la portée étendue des intérêts britanniques dans des régions et des nations qui ne faisaient pas officiellement partie de l'Empire, en ce sens qu'elles n'étaient pas des colonies et n'étaient pas directement administrées par le gouvernement britannique. Durant le XIXe siècle, l'Angleterre, qui possède déjà le plus vaste empire colonial, a progressivement fait entrer de nombreux pays dans son empire informel. Citons par exemple l'Argentine où le Royaume-Uni investit massivement dans les infrastructures de transport. Ces investissements font exploser la dette argentine envers l'Angleterre, et dès lors l'Argentine peut être considérée comme un État client du Royaume-Uni. L’Angleterre s'impose de la même manière tout au long de la route des Indes (Égypte, Perse) ainsi qu'en Chine.
L'empire informel se composait principalement de trois éléments : l'extraterritorialité, un système commercial qui favorisait fortement les puissances occidentales et des outils interventionnistes tels que la force militaire et le pouvoir informel exercé par les diplomates. En Chine, la source la plus importante de contrôle informel était le conseil municipal de Shanghai, qui, bien que théoriquement sous bail du gouvernement chinois, n'avait en réalité aucun compte à rendre à eux et voyait la plupart des postes occupés par des Britanniques soutenus par l'influence diplomatique britannique. Plusieurs traités inégaux ont été signés entre la Chine et les puissances occidentales, et des concessions ont été établies dans les villes portuaires chinoises, comme le règlement international de Shanghai. La présence financière impériale a été établie grâce à des indemnités de guerre à la suite de diverses guerres sino-étrangères, des banques étrangères légalement immunisées avec des liens gouvernementaux et un quasi-oligopole en Chine, la saisie des revenus du gouvernement chinois, des accords de prêt stipulant la cession des bénéfices, les revenus du gouvernement, les droits miniers , une ingénierie ou un contrôle administratif étranger et des contrats de fourniture supérieurs au prix du marché. Ce système s'est effondré après la fragmentation de la Chine par l'ère des seigneurs de la guerre en 1916 et la Première Guerre mondiale, empêchant la plupart des puissances occidentales (à l'exception notable du Japon qui a tenté d'étendre le contrôle direct) de faire respecter efficacement leurs privilèges en Chine continentale. Les mises au défis du contrôle informel britannique en Chine par d'autres puissances européennes, ainsi que par les États-Unis, ont conduit à un passage d'un contrôle plus informel à un contrôle plus formel au tournant du siècle, avec l'établissement de plus de concessions et l'hypothèse d'un plus grand contrôle de l'économie chinoise. Les concessions ont été rendues pendant la Seconde Guerre mondiale afin que la Chine continue à résister au Japon. Black a affirmé que l'intervention militaire britannique dans la guerre civile russe au nom des Russes blancs était motivée en partie par le désir d'établir un empire informel d'influence politique et de liens économiques dans le sud de la Russie, de refuser à l'Allemagne l'accès à ces actifs et de bloquer leur passage aux colonies britanniques en Asie.
Le caractère de la relation variait considérablement au sein de l'empire informel britannique. Les Chinois se sont vivement opposés à tout contrôle étranger sur la Chine ou son économie, et les première et deuxième guerres de l'opium ont opposé la Chine à plusieurs puissances occidentales, entraînant la défaite chinoise et l'augmentation de la puissance étrangère formelle et informelle. Les gouvernements sud-américains étaient souvent des partenaires volontaires dans l'extension de l'influence commerciale britannique, mais des actions militaires étaient parfois prises contre ceux qui tentaient d'appliquer des politiques protectionnistes (voir par exemple, le blocus anglo-français du Río de la Plata). L'empire informel est un concept important nécessaire pour expliquer de manière adéquate la portée et l'influence de l'empire et, dans le cas de l'empire britannique, il est essentiel à tout récit holistique de l'expérience impériale britannique et intrinsèque à la description des intérêts et des objectifs de l'empire en tant qu'ensemble. L'empire informel, loin d'être distinct et séparé de l'empire formel, est souvent lié aux intérêts impériaux formels. Par exemple, l'empire informel britannique en Chine était un produit de la domination de la Compagnie en Inde, car la Compagnie britannique des Indes orientales utilisait ses territoires indiens pour cultiver de l'opium, qui était ensuite expédié vers les ports chinois. En 1850, le commerce de l'opium chinois représentait jusqu'à 20 % des revenus de l'ensemble de l'Empire britannique, constituant le commerce de produits de base le plus rentable du XIXe siècle. Comme l'écrivent Timothy Brook et Bob Wakabayashi à propos du commerce de l'opium, « l'Empire britannique ne pourrait pas survivre s'il était privé de sa plus importante source de capital, la substance qui pourrait transformer n'importe quelle autre marchandise en argent ».
Dans le domaine économique, l'empire informel britannique était animé par le système économique de libre-échange de l'Empire. Dans la thèse de « l'impérialisme du libre-échange », telle qu'articulée par les historiens Ronald Robinson et John Gallagher, l'Empire britannique s'est développé autant par la croissance de l'empire informel qu'il l'a fait en acquérant une domination formelle sur les colonies. De plus, l'investissement britannique dans l'empire était dirigé non seulement vers l'empire formel, mais aussi vers l'empire informel - et, selon le récit de Robinson et Gallagher, était en effet principalement situé dans l'empire informel. On estime qu'entre 1815 et 1880, 1 187 000 000 £ de crédit se sont accumulés à l'étranger, mais pas plus d'un sixième a été placé dans l'empire formel. Même en 1913, moins de la moitié des 3 975 000 000 £ d'investissements étrangers était dirigé vers l'Empire formel. L'historien britannique David Reynolds a affirmé que pendant le processus de décolonisation, on espérait qu'en tant qu'alternative à l'empire formel en déclin, une influence informelle, marquée par des liens économiques et des traités de défense, dominerait les anciennes colonies. Reynolds a suggéré que l'établissement du Commonwealth était une tentative de maintenir une certaine forme d'influence indirecte sur les pays nouvellement indépendants.

### États-Unis
La politique étrangère américaine à partir de la fin du XIXe siècle, sous la direction de présidents tels que Grover Cleveland, Theodore Roosevelt, Woodrow Wilson et les dirigeants du New Deal, a été décrite comme un "empire informel". La politique américaine du XXe siècle consistant à établir une influence internationale par le biais de régimes amis, de bases et d'interventions militaires et de pressions économiques. Ces méthodes ont permis d'établir des comparaisons avec les empires informels des puissances coloniales européennes. Les éléments fondamentaux impliquaient une relation clientéliste avec l'élite, parfois établie de force, un droit de veto effectif sur les questions relatives aux intérêts de la grande puissance et l'utilisation de menaces militaires, de changements de régime ou de pressions multilatérales pour atteindre des objectifs diplomatiques. La politique vise à créer un ordre économique international qui profite à la grande puissance en créant des marchés d'exportation et d'investissement, améliorant la rentabilité de leurs entreprises. Cet engagement en faveur d'une économie ouverte est appliqué uniquement lorsqu'il profite aux entreprises américaines. Les Philippines, le Vietnam, l'Irak, l'Iran et le Chili sont des exemples de cette politique mise en œuvre.
Cette politique a été résumée par William Jennings Bryan (secrétaire d'État des États-Unis entre 1913 et 1915 dans l'administration du président Woodrow Wilson) comme ayant « ouvert les portes de tous les pays les plus faibles à une invasion du capital américain et de l'entreprise américaine » , une grande partie de leur richesse étant rapatriée aux États-Unis. Cela a également profité de manière disproportionnée aux dirigeants pro-américains (souvent autoritaires) de ces pays au détriment du développement local. Les États-Unis ont choisi de passer de l'impérialisme formel à l'impérialisme informel après la Seconde Guerre mondiale, non pas à cause d'un manque de désir des Américains pour le colonialisme (il y avait un fort soutien public pour s'emparer des colonies du Japon vaincu, ainsi qu'une croyance persistante dans l'incapacité des colonies à gouverner eux-mêmes) mais plutôt en raison d'un paysage international modifié. Étant donné que la majeure partie du monde était déjà organisée en colonies, les décideurs américains ont choisi d'utiliser les réseaux d'empires coloniaux préexistants au lieu d'établir de nouvelles colonies. Les États-Unis ont également dû s'adapter à la montée des mouvements nationalistes anticoloniaux afin d'acquérir des alliés contre l'Union soviétique.

### France
Les interventions françaises au Mexique (1838 et 1861) et ailleurs en Amérique latine comme l'Argentine et l'Uruguay ont également été qualifiées d'"empire informel". La France n'est pas intervenue avec l'intention de s'emparer d'un territoire, mais la relation impériale était régie par un traité. L'intervention était basée sur des parts importantes de la population locale qui se tournaient vers les idéaux français et le pouvoir français comme un moyen d'autopromotion.
Un autre axe de pénétration français se situe en Méditerranée orientale lors de la Question d'Orient (provinces grecques de l’Empire ottoman, au Liban ou dans les affaires égyptiennes via la campagne d'Égypte ou la deuxième guerre égypto-ottomane).
La décolonisation de l'Afrique a conduit à la conversion de nombreuses anciennes colonies en États clients sous un empire informel français connu sous le nom de Françafrique. Le chef de cabinet des affaires africaines, Jacques Foccart, a joué un rôle déterminant dans la création de réseaux de collaboration entre le gouvernement français et les nouvelles élites africaines. L'objectif du réseau était d'aider à l'accumulation de capital en faveur de la France.

### Allemagne
Au XIXe siècle, les dirigeants de l'Empire allemand, qui s'étaient formés en 1871, cherchaient à acquérir un empire colonial, mais observaient que dans la plupart des régions du monde, l'influence commerciale britannique existait déjà. Alors que l'Empire allemand a conquis diverses colonies qui sont devenues l'empire colonial allemand formel, des efforts ont également été faits avant 1914 pour établir un empire informel basé sur le modèle britannique. Le commerce et l'influence allemands en Amérique du Sud étaient un facteur majeur dans ce projet d'empire informel. Les tentatives d'empire informelles ont précédé l'Empire allemand, y compris la Société des missions du Rhin. Pendant la majeure partie des années 1800, Karl von Koseritz (en) était celui qui a plaidé pour une « colonisation grecque » des Allemands au Brésil,. Ne représentant en fin de compte que l'immigration allemande vers l'Empire brésilien, il était perçu comme une forme d'espace colonial. Les entreprises allemandes ont joué un rôle important dans l'industrialisation de l'Argentine et les banques allemandes ont concurrencé les banques britanniques en Amérique du Sud, tandis que la construction d'infrastructures était considérée comme un moyen d'étendre l'empire informel,. L'Allemagne a investi dans le chemin de fer Berlin-Bagdad dans l'Empire ottoman, ce qui a conduit à des tensions avec la Grande-Bretagne et la Russie qui étaient en plein dans leur propre Grand Jeu d'empire formel et informel en Asie. La crise vénézuélienne de 1902-1903 menée par la Grande-Bretagne et l'Allemagne était une autre tentative d'expansion des sphères d'influence.

### Japon
La diplomatie japonaise et l'intervention militaire en Chine entre 1895 (première guerre sino-japonaise) et le déclenchement de la Seconde Guerre mondiale (seconde guerre sino-japonaise) ont également été décrites comme un empire informel. Le Japon a été contraint de dissimuler ses ambitions territoriales sous des termes informels car il n'avait pas la force de surmonter les objections occidentales aux gains territoriaux japonais. Les Japonais ont fait progresser leurs propres privilèges spéciaux en Chine en promouvant les intérêts occidentaux aux côtés des leurs. Le Japon a énormément profité de l'empire informel en Chine et les premières entreprises manufacturières multinationales du Japon ont été créées en Chine plutôt que dans les colonies officielles du Japon en raison du vaste marché intérieur et de l'approvisionnement en matières premières de la Chine. La pression populaire chinoise pour chasser les institutions impériales japonaises a conduit les Japonais à tenter de passer de l'impérialisme informel à l'impérialisme formel pour protéger leurs profits, déclenchant la Seconde Guerre mondiale en Asie.

### Empire russe
L'Empire russe sous les Romanov, en plus d'un empire formel qui s'est développé rapidement, a également développé un empire informel. Les exemples comprenaient l'influence russe dans l'Iran de la dynastie Kadjar, et les concessions louées en Chine.
Après le traité de Turkmantchaï de 1828, la Russie a reçu la domination territoriale en Iran. Avec le passage des Romanov à une politique de «soutien informel» à la dynastie Kadjar affaiblie tout en continuant à faire pression avec les avancées dans le Turkestan largement nomade, un territoire frontalier crucial des Kadjar, cette domination russe de la Perse s'est poursuivie pendant près d'un siècle,. La monarchie persane est devenue plus un concept symbolique dans lequel les diplomates russes étaient eux-mêmes des courtiers du pouvoir en Iran et la monarchie dépendait des prêts britanniques et russes pour son fonctionnement. En 1879, la création de la brigade cosaque par des officiers russes a donné à l'Empire russe une influence sur la modernisation de l'armée perse. Cette influence était particulièrement prononcée parce que la légitimité de la monarchie perse reposait sur une image de prouesses militaires, d'abord d'influence turque puis européenne. Dans les années 1890, les tuteurs, médecins et officiers russes occupaient une place importante à la cour du Shah, influençant personnellement la politique,. La Russie et la Grande-Bretagne avaient des investissements concurrents dans l'industrialisation de l'Iran, y compris les routes et les lignes télégraphiques, comme moyen de profiter et d'étendre leur influence. Cependant, jusqu'en 1907, la rivalité du Grand Jeu était si prononcée que les demandes mutuelles britanniques et russes au Shah d'exclure l'autre, bloquèrent toute construction de chemin de fer à la fin du XIXe siècle(p20). L'Empire russe et l'Empire britannique ont ensuite officiellement mis fin à leur rivalité pour se concentrer sur l'opposition à l'Empire allemand. Dans la convention de 1907, la Russie a reconnu l'Afghanistan et le sud de l'Iran comme faisant partie de la sphère d'influence britannique, tandis que la Grande-Bretagne a reconnu l'Asie centrale et le nord de l'Iran comme faisant partie de la sphère d'influence russe. Les deux parties ont reconnu le Tibet comme un territoire neutre, sauf que la Russie avait des privilèges spéciaux dans les négociations avec le Dalaï Lama et que la Grande-Bretagne avait des privilèges spéciaux dans les accords commerciaux tibétains.
L'Empire russe avait également acquis plusieurs concessions en Chine, notamment la péninsule de Liaodong (principalement Port-Arthur et Dalian) et le chemin de fer de l'Est chinois. Cette partie de l'empire informel de la Russie a été arrêtée par la guerre russo-japonaise en 1905, après quoi la plupart des concessions russes en Chine sont devenues une partie de l'empire informel du Japon.
La chercheuse Sally N. Cummings soutient que si « l'impérialisme russe n'a jamais été principalement commercial » et « était moins souvent capable que les Britanniques de contrôler un empire informel au-delà de ses frontières étatiques », plusieurs relations impérialistes existaient avec des éléments de règle indirecte. Elle cite que « l'empire de la fourrure » sibérien du début du tsarisme de Russie, avant la conquête complète de la Sibérie, ressemblait fortement à l'empire français du commerce de la fourrure en Nouvelle-France. Elle déclare également que la conquête de l'Asie centrale par la Russie au XIXe siècle a utilisé comme modèle économique l'industrie du coton en Égypte britannique et comme modèle territorial la suzeraineté britannique sur les États princiers qui parsemaient le Raj (Raj britannique, période de domination britannique directe sur le sous-continent indien, de 1858 à 1947 et Raj de la Compagnie, période de domination de la Compagnie britannique des Indes orientales, de 1757 à 1858).

### Union soviétique
Le nom d'Empire soviétique est parfois utilisé au cours de la guerre froide pour faire référence à l'influence et à la politique étrangère de l'Union soviétique, considérée comme impérialiste vis-à-vis d'un certain nombre de pays indépendants, généralement durant la période comprise entre 1945 et 1989. Les pays de l'Empire soviétique, des États communistes pour la plupart d'entre eux, étaient désignés comme des « États satellites » et étaient liés à des entités géopolitiques, des alliances militaires et des unions économiques : bloc de l'Est, pacte de Varsovie et Conseil d'assistance économique mutuelle.
Divers chercheurs ont décrit les relations internationales de l'Union soviétique comme un empire soviétique, où l'Union soviétique dominait les États dans sa sphère d'influence, contrairement à l'objectif formel de l'Union soviétique de s'opposer au nationalisme et à l'impérialisme. La notion d'empire soviétique fait souvent référence à une forme d'empire « classique »[pas clair] ou « colonial », le communisme ne remplaçant que les idéologies impériales conventionnelles telles que le christianisme ou la monarchie, plutôt que de créer un État révolutionnaire. Sur le plan académique, l'idée est considérée comme émergente avec le livre de Richard Pipes de 1957, The Formation of the Soviet Union: Communism and Nationalism, 1917-1923, mais elle a été renforcée, ainsi que plusieurs autres points de vue, dans le cadre de recherches toujours en cours(p41). Une interprétation plus formelle de l'empire soviétique est celle de la continuation de l'absolutisme russe. Lénine décrit l'empire tsariste comme une « prison des peuples », mais Staline actualise la notion près la mort de Lénine, transformant l'URSS en une nouvelle « prison des peuples »(pp41-42).
Un autre point de vue, en particulier après la mort de Staline, considère l'empire soviétique comme constituant un empire informel sur des États nominalement souverains dans le pacte de Varsovie en raison de la pression soviétique et de la présence militaire. L'empire informel soviétique dépendait des subventions de Moscou. L'empire informel dans le Pacte de Varsovie au sens large comprenait également des liens entre les partis communistes à travers le monde. Certains historiens considèrent une Union soviétique plus multinationale mettant l'accent sur ses initiatives socialistes, comme Ian Bremmer, qui décrit un « nationalisme matriochka » où un nationalisme pan-soviétique incluait d'autres nationalismes et avait activement conçu des nations en dessinant des frontières(p48)(p45). Dmitri Trenin a écrit que, en 1980, l'Union soviétique avait formé à la fois un empire formel et informel.
L'empire informel aurait inclus des investissements économiques soviétiques, une occupation militaire et des actions secrètes dans les pays alignés sur les Soviétiques. Les études sur l'empire informel ont inclus l'influence soviétique sur l'Allemagne de l'Est et le Xinjiang des années 1930,. Après le conflit sino-soviétique (1929), l'Union soviétique a regagné la concession de l'Empire russe du chemin de fer oriental chinois qu'elle a détenue jusqu'en 1952. Dans les années 1920, l'empire soviétique en était venu à inclure des républiques populaires satellites telles que la Mongolie et Tannou-Touva ; cette dernière sera ensuite annexée. L'influence du Komintern sur les partis communistes asiatiques était considérée comme un tremplin potentiel pour étendre l'empire informel soviétique.
Alexander Wendt a suggéré qu'au moment de l'alignement de Staline sur le socialisme dans un seul pays, l'internationalisme socialiste « a évolué vers une idéologie de contrôle plutôt que de révolution sous la forme de l'internationalisme socialiste ». Au début de la guerre froide, il s'est transformé en un « langage de pouvoir codé » qui était à nouveau international, mais appliqué à l'empire informel soviétique. Parfois, l'URSS a influé indirectement la politique des États satellites, en les déclarant conformes ou incompatibles avec l'idéologie socialiste, recréant essentiellement un rôle hégémonique. Wendt a fait valoir qu'une « idéologie hégémonique » pouvait continuer à motiver les décisions des satellites même après la première mise en garde et a soutenu que cela expliquait le « zèle des membres du Politburo est-allemand qui ont choisi de ne pas se défendre contre de fausses accusations pendant les purges des années 1950 »(p704).
Analysant la dissolution de l'Union soviétique, Koslowski et Kratochwil ont fait valoir qu'un « empire formel » soviétique d'après-guerre représenté par le Pacte de Varsovie, avec un rôle militaire soviétique et le contrôle des relations extérieures des États membres, avait évolué vers une suzeraineté informelle ou « ottomanisation » de la fin des années 1970 à 1989. Avec l'abandon par Gorbatchev de la doctrine Brejnev en 1989, l'empire informel a réduit sa pression à une sphère d'influence plus conventionnelle, ressemblant à la finlandisation mais appliquée aux anciens États du bloc de l'Est, jusqu'à la chute de l'Union soviétique en 1991. En revanche, l'« austrianisation » (neutralité autrichienne) aurait été un modèle réaliste de politique de grande puissance par lequel les Soviétiques se seraient hypothétiquement appuyés sur les garanties occidentales pour conserver une sphère d'influence soviétique artificielle. La vitesse de la réforme dans la période de 1989 à 1991 a rendu à la fois une répétition de la finlandisation et de l'austrianisation impossible pour l'Union soviétique,.

### Empire ottoman
Durant son histoire, l'Empire ottoman a eu un certain nombre de vassaux. Un point de vue sur la suzeraineté ottomane est que le contrôle lâche que l'Empire ottoman avait dans ses dernières années, en particulier sur les territoires lointains, était plus un empire informel qu'un empire formel. Ce modèle est devenu préconisé par certains chercheurs étudiant la sphère d'influence de la fin de l'Union soviétique et la comparant à celle conventionnelle des Ottomans.
Les Ottomans avaient des relations impériales formelles et informelles avec leurs États sujets. Pendant ce temps, la manière dont l'Empire britannique et d'autres empires coloniaux européens avaient fait des intrusions dans l'empire ottoman, comme l'Égypte britannique, peut également être regroupée en empire informel aux dépens des Ottomans. Cependant, les tentatives britanniques de soutenir l'Empire ottoman au XIXe siècle sont également considérées comme une forme d'empire informel de par l'influence britannique sur les ottomans.